# Hierodula daqingshanensis
Hierodula daqingshanensis är en bönsyrseart som beskrevs av Wang 1993. Hierodula daqingshanensis ingår i släktet Hierodula och familjen Mantidae. Inga underarter finns listade i Catalogue of Life.